# Karl Drais

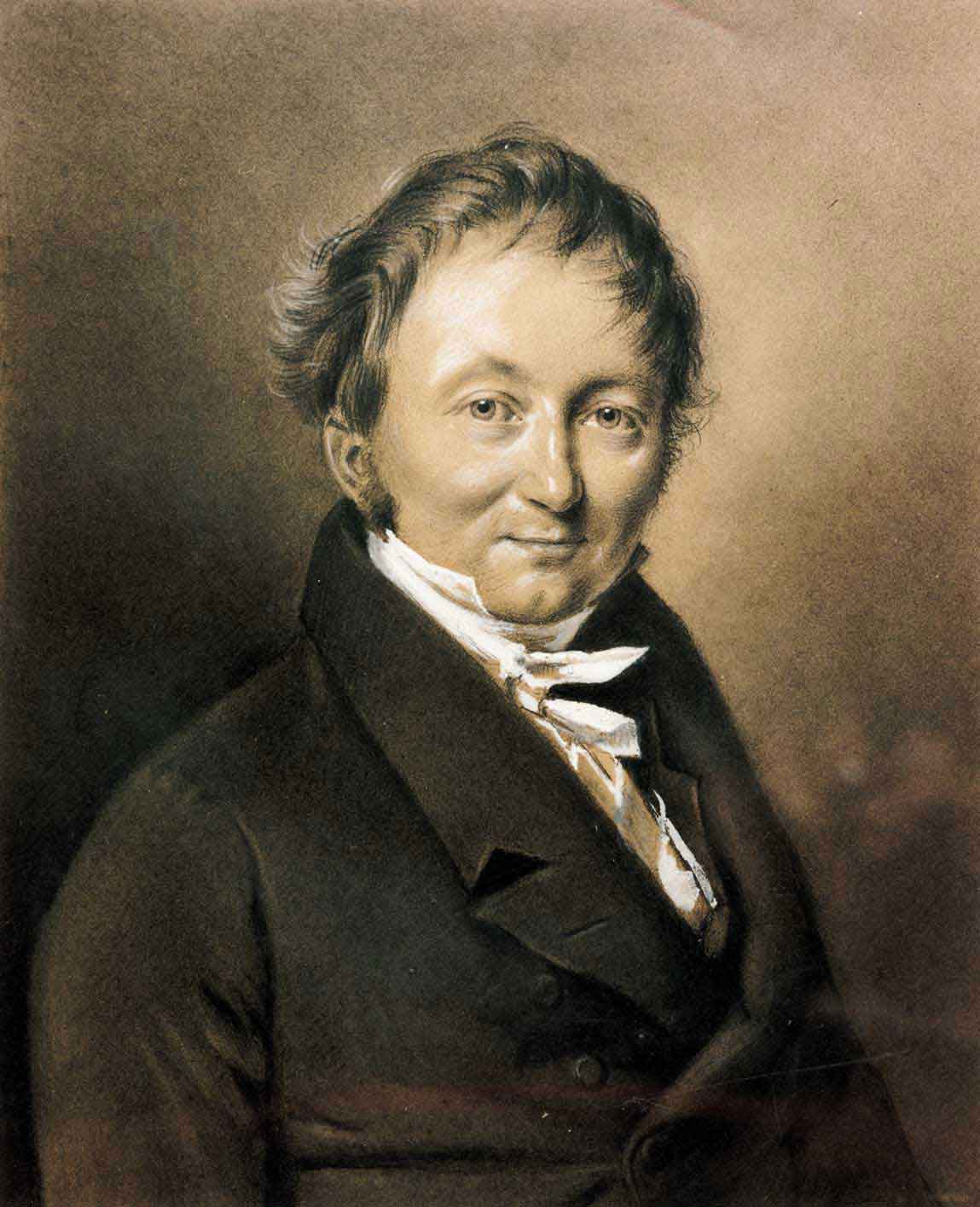
Karl Drais, aún barón, en 1820.

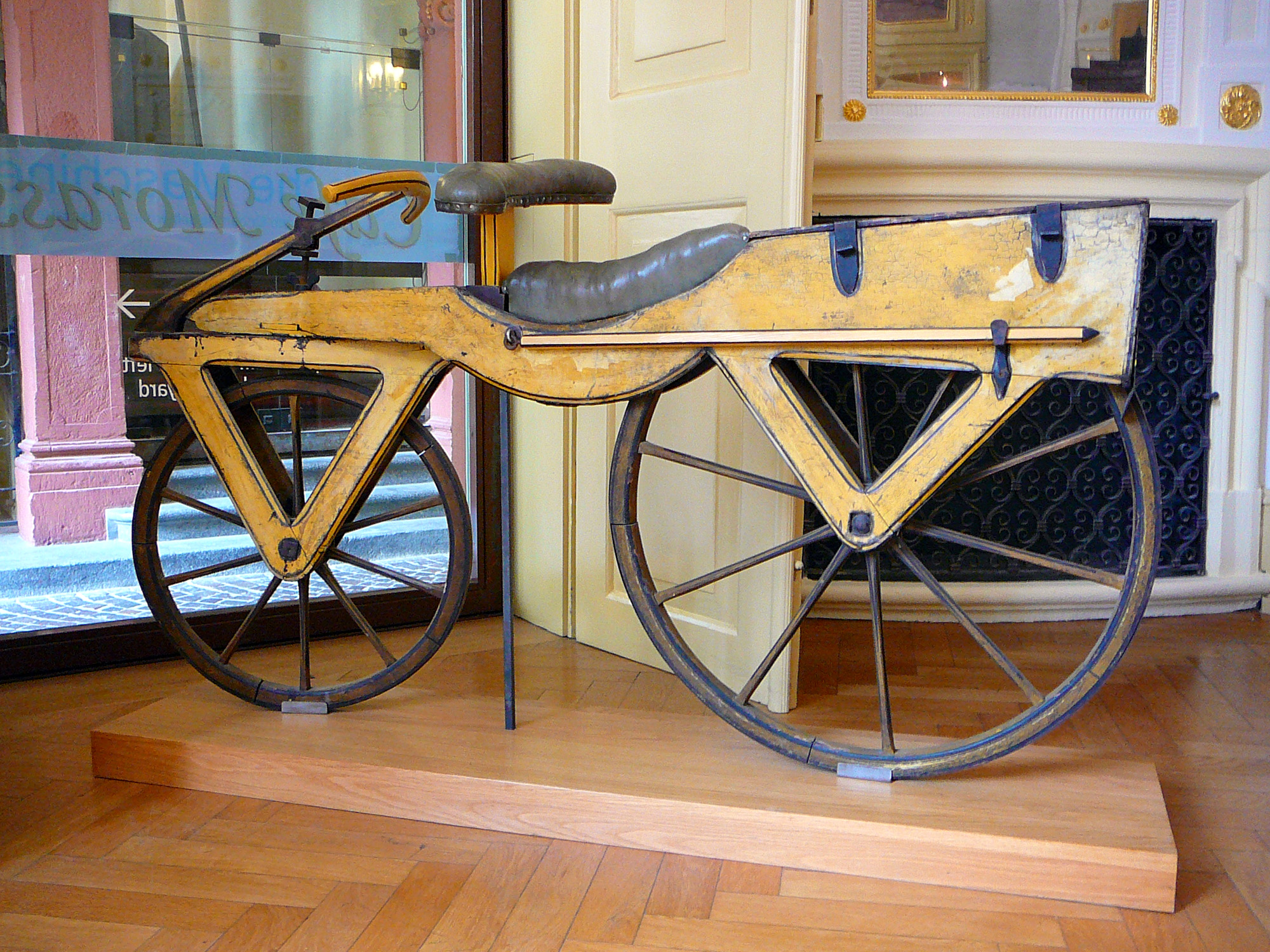
La draisiana (ca. 1820), el primer vehículo de dos ruedas dispuestas en línea, es el prototipo de la bicicleta.

Karl Freiherr von Drais, cuyo nombre completo era Karl Friedrich Christian Ludwig Freiherr Drais von Sauerbronn (Karlsruhe, 29 de abril de 1785 - id., 10 de diciembre de 1851) fue un inventor e investigador alemán muy activo a comienzos del siglo XIX. Conocido como el inventor de la laufmaschine (máquina de correr) que después se denominó draisiana, fue el precursor del que sería posteriormente el velocípedo y actualmente la bicicleta.

## Biografía
Nacido el 29 de abril de 1785 en Karlsruhe. Su padre Carlos Guillermo Luis Federico von Drais von Sauerbronn fue un juez del tribunal superior de Baden. Su madre era Margarita Ernestina von Kaltenthal y el padrino de bautismo fue el margrave Carlos Federico de Baden. Terminó el bachillerato en Karlsruhe y de 1803 a 1805 estudió arquitectura, agricultura y física en la Universidad de Heidelberg. Tras esta etapa, se dedicó a temas forestales en Schwetzingen y en 1810 era inspector forestal sin un distrito determinado en el Gran Ducado de Baden, pero un año después abandonó el servicio para dedicarse a sus invenciones. En 1818 el Gran Duque Carlos Iri de Baden le nombró profesor de mecánica y pudo retirarse, aún joven, manteniendo su salario, lo que le permitió entonces proseguir su prometedora carrera de inventor.

## Invenciones

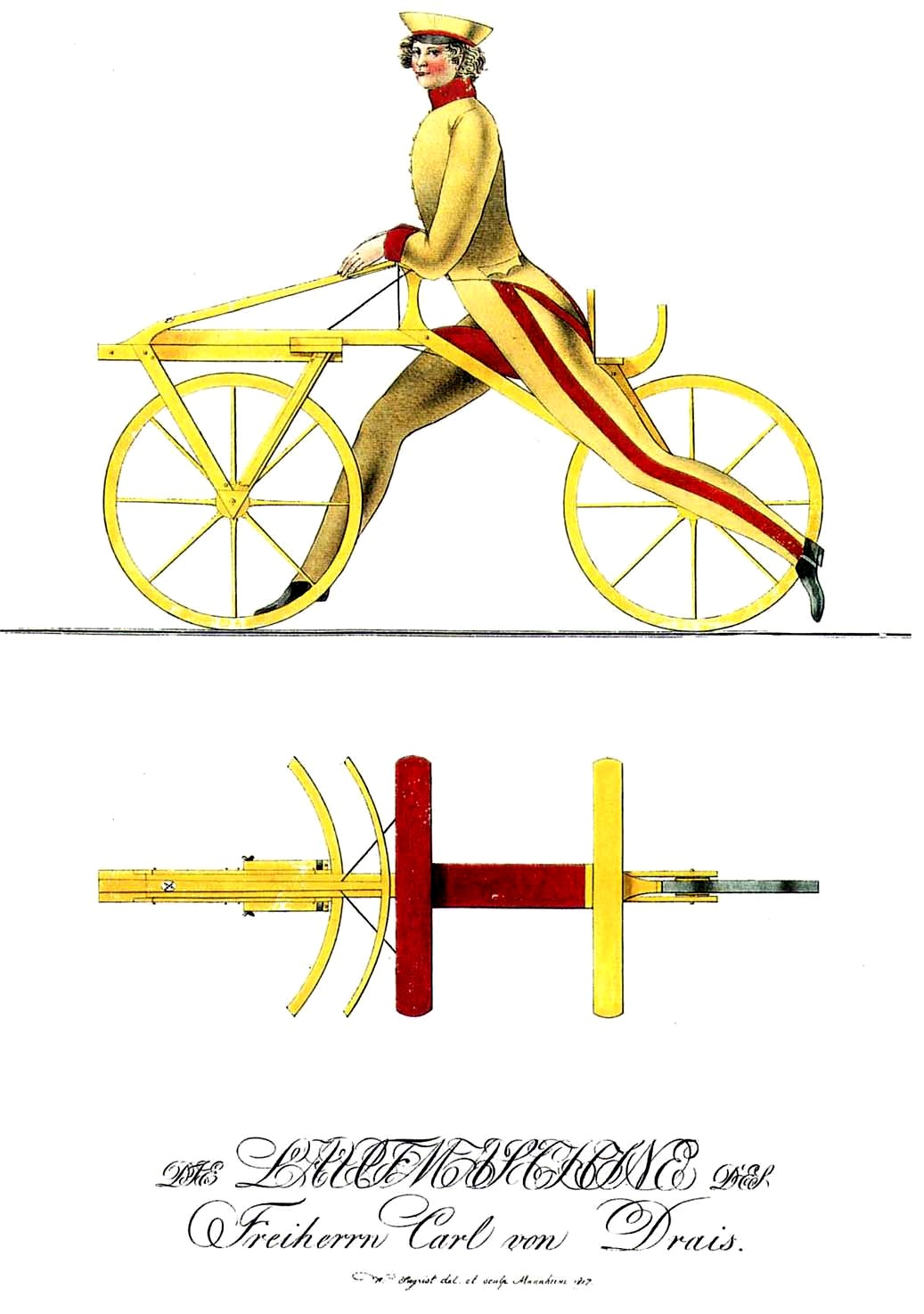
Velocípedo. De la descripción de Drais en 1817.

Inventó una máquina para las teclas del piano, una máquina de escribir con teclas para 25 letras (para su padre que estaba perdiendo la vista).
En 1829 sacó una máquina de escribir estenográfica para 16 letras que grababa ya en una cinta perforada.
Lo que le haría famoso fue el invento del precursor de la bicicleta, la "máquina andante" o draisiana (una especie de velocípedo de dos ruedas) con la que hizo su primera demostración en público el 12 de junio de 1817 de Mannheim a Schwetzingen, culminando con un viaje de Karlsruhe hasta Kehl. 
En 1818 recibió un privilegio del Ducado, equivalente a una patente hoy en día, y posteriormente patentes en Prusia y Francia.
En 1813 Drais creó un vehículo de cuatro ruedas propulsado por pedales y luego por un cigüeñal entre las ruedas traseras. La construcción de vehículos que no precisaban de tracción animal parecía interesante a causa de la subida del precio de la avena desde 1812 y sobre todo por las malas cosechas en 1816 - año en el que no hubo verano - a causa de la explosión del volcán Tambora en 1815.
Drais era un demócrata y durante los motines de soldados en 1849, en el marco de la llamada Revolución de Baden, renunció públicamente a su título nobiliario, pero tres meses más tarde los ocupantes prusianos le obligaron a aceptarlo otra vez. Su tumba se encuentra en el cementerio principal de Karlsruhe.

## Literatura
- Hans-Erhard Lessing: Automobilität – Karl Drais und die unglaublichen Anfänge. Maxime-Verlag, Leipzig 2003. ISBN 3-931965-22-8
- Hermann Ebeling: Der Freiherr von Drais: das tragische Leben des "verrückten Barons". Ein Erfinderschicksal im Biedermeier. Braun, Karlsruhe 1985. ISBN 3-7650-8045-4 (Datos de una exposición de su vida)
- Heinz Schmitt: Karl Friedrich Drais von Sauerbronn: 1785-1851; ein badischer Erfinder; Exposición de su 200 cumpleaños; Stadtgeschichte im Prinz-Max-Palais, Karlsruhe, 9. März-26. Mai 1985; Städt. Reiss-Museum Mannheim, 5. Juli-18. August 1985. Stadtarchiv Karlsruhe, Karlsruhe 1985.
- Michael Rauck: Karl Freiherr Drais von Sauerbronn: Erfinder und Unternehmer (1785-1851). Steiner, Stuttgart 1983. ISBN 3-515-03939-2.
- Karl Hasel: Karl Friedrich Frhr. Drais von Sauerbronn, en Peter Weidenbach (Red.): Biographie bedeutender Forstleute aus Baden-Württemberg. Schriftenreihe der Landesforstverwaltung Baden-Württemberg, Band 55. Herausgegeben vom Ministerium für Ernährung, Landwirtschaft und Umwelt Baden-Württemberg. Landesforstverwaltung Baden-Württemberg und Baden-Württembergische Forstliche Versuchs- und Forschungsanstalt, Stuttgart und Freiburg im Breisgau 1980, pp. 99-109 (actividades políticas desconocidas).
- Artículo en el "Neuen Deutschen Biographie" Archivado el 31 de octubre de 2018 en Wayback Machine. de Sigfrid von Weiher